# Jonathan Wilson (muzikant)
Jonathan Wilson (Forest City, North Carolina, 30 december 1974) is muzikant en platenproducer. In 1995 vormde hij samen met zijn schoolvriend Benji Hughes de band Muscadine, die in 1998 het album The Ballad of Hope Nicholls opnam. De band werd een jaar later opgeheven.
Na diverse omzwervingen vestigde Jonathan Wilson zich in Laurel Canyon, een wijk in Los Angeles, waar zich eind jaren zestig/begin jaren zeventig veel artiesten vestigden zoals Buffalo Springfield, The Doors, Frank Zappa, The Byrds en Carole King. De muziek van die artiesten heeft later veel invloed gehad op het werk van Wilson.
Hij opende een geluidsstudio, produceerde albums voor diverse muzikanten en speelde samen met anderen als sessiemuzikant. Er ontwikkelde zich in die jaren een nieuwe muzikale gemeenschap in Laurel Canyon waarbij oudere muzikanten (die de jaren zeventig bewust hadden meegemaakt) en de jongere generatie intensief samenwerkten. Jonathan Wilson stond in het middelpunt van deze ontwikkelingen. Hij heeft onder anderen samengewerkt met David Crosby en Graham Nash, Jackson Browne, Roger Waters (ex-Pink Floyd), Gary Louris (the Jayhawks), Chris Robinson (The Black Crowes), Dawes, Bonnie Raitt, Elvis Costello, Bonnie “Prince” Billie, Jonathan Rice en Father John Misty.
Ondertussen werkte hij ook aan zijn solo-producties. In 2007 nam hij zijn debuutalbum op, getiteld Frankie Ray, waarop hij vrijwel alle instrumenten zelf bespeelde. Dat album is nooit officieel uitgebracht. Daarom wordt Gentle spirit beschouwd als zijn eerste album. Zijn  recentste album is Eat the Worm uit 2023. De stijl van diverse muzikanten waarmee hij heeft samengewerkt is duidelijk herkenbaar op zijn solo-albums.

## Discografie

### Album van Muscadine
- The Ballad of Hope Nicholls 1998

### Soloalbums cd's
- Eat the Worm (2023)
- Dixie Blur (2020)
- Rare Birds (2018)
- Fanfare (2013)
- Gentle spirit (2011)
- Frankie Ray (2007), niet officieel uitgebracht

### Soloalbums ep's
- Slide By (2014)
- Pity Trials and Tomorrow's Child (2012)

### Geproduceerde albums
Dit is een overzicht van albums die Wilson heeft geproduceerd, maar het is niet volledig.
- Father John Misty, God’s favorite customer (2018)
- Drawes, Passports (2018)
- Father John Misty, Pure Comedy (2017)
- Father John Misty, I Love You, Honeybear (2015)
- Conor Oberst, Upside down mountain (2014)
- Roy Harper, Man and myth (2013)
- The Deep Dark Woods, Jubilee (2013)
- Father John Misty, Fear fun (2012)
- Dawes, Nothing is wrong (2011)
- Mia Doi Todd, Cosmic Ocean Ship (2011)
- Jason Boesel, Hustler's Son (2010)
- Dawes, North Hills, (2009)
- Gerald Johnson and James Gadson, Every Day, TBD, TBD
- Jonathan Wilson and Farmer Dave Scher, West Coast Dream Sequence, Vol. 1, TBD, TBD
- Barry Goldberg and Gary Mallaber, Laurel Canyon Sessions – title TBD, TBD, TBD

- Bibliothèque nationale de France: cb170942951 (data)
- Gemeinsame Normdatei: 135091012
- International Standard Name Identifier: 0000 0001 1897 8785
- Library of Congress Control Number: no2011113831
- MusicBrainz: 2f17f9f7-2df1-49d6-ab2b-7bb4ba580746
- Système universitaire de documentation: 144422352
- Virtual International Authority File: 40818415